# مارلين شميت
مارلين شميت هو سياسي كندي، ولد في 16 أكتوبر 1978 في ألبرتا في كندا. نشط حزبياً في Alberta New Democratic Party ‏. وقد انتخب عضو الجمعية التشريعية في ألبرتا ‏ عن دائرة Edmonton-Gold Bar ‏ خلال فترته النيابية ‏.